# Furchen
Das Furchen ist ein Fertigungsverfahren aus der Gruppe des Eindrückens, das zum Druckumformen zählt.
Beim Furchen wird ein spitzes oder keilförmiges Werkzeug über die Oberfläche des Werkstückes gezogen, wobei Druckkräfte das Werkzeug gleichzeitig gegen die Oberfläche pressen, sodass eine Furche gebildet wird. Angewendet wird es zum Anreißen, also um Markierungen auf Werkstücken anzubringen, und für Schriftzüge. Es ist vor allem im Handwerk gebräuchlich; industriell wird es kaum genutzt. Werkzeuge sind unter anderem Reißnadeln. Sie müssen wegen der Reibung zwischen Werkstück und Werkzeug sehr verschleißfest sein und bestehen daher meist aus gehärtetem Werkzeugstahl, Hartmetall oder Diamant, teils mit austauschbaren Spitzen.
Durch Furchen können auch Gewinde hergestellt werden:
- Holzschrauben (teilweise veraltet) und Universalschrauben furchen ihren Sitz in Holz, Holzwerkstoff (beides häufig vorgebohrt) oder Kunststoffdübel.
- Blechschrauben furchen ihren Gewindesitz in durchbohrtes Blech (Metall).
- Sehr ähnlich geformte Schrauben, jedoch mit geringeren Festigkeitsanforderungen furchen Gewinde in zylindrische oder (3- oder 4-seitig) prismatische Löcher – typisch zur Verbindung von Teilen von Kunststoffgehäusen.
- Spezielle Gewindeformer erzeugen in Bohrungen metrische Innengewinde in Metall.[1]
- Außengewinde verschiedener Schrauben aus Metall können auch durch Furchen ausgeformt werden.